# 邦妮克萊爾 (內華達州)
邦妮克萊爾（英語：Bonnie Claire）是位於美國內華達州奈縣的鬼鎮。

## 歷史
邦妮克萊爾的郵局於1909年設立，其後於1931年停運。

## 地理
邦妮克萊爾所處的海拔為高於海平面1213米（即3980英呎），而該地所採用的時區為UTC-8，即太平洋时区（PST）。同時該地設有夏令時間，為UTC-8調快一小時，即UTC-7（PDT）。